# Distrito de Adur
Adur es un distrito no metropolitano del condado de Sussex Occidental (Inglaterra). Tiene una superficie de 41,8 km². Según el censo de 2001, Adur estaba habitado por 59 627 personas y su densidad de población era de 1426,48 hab/km².